# Liberation Rally
De Liberation Rally (Arabisch: Hayʼat al-Taḥrīr; Nederlands: Bevrijdingsgenootschap) was een Egyptische politieke beweging, opgericht in 1953, die tot doel had de bevolking te mobiliseren om de nieuwe revolutionaire regering te steunen.
Na de staatsgreep van de Vrije Officieren in juli 1952 werd door de Revolutionaire Commandoraad - benaming van de nieuwe militaire regering - besloten tot een verbod op alle activiteiten van politieke partijen. De Moslimbroederschap werd echter van dit verbod uitgezonderd en kon voorlopig vrijelijk opereren. In januari 1953 werden alle politieke partijen ontbonden en na het aannemen van een voorlopige grondwet op 10 februari 1953 werd kort daarop overgegaan tot de vorming van de Liberation Rally als enige toegestane politieke beweging. Het initiatief voor de vorming van de Liberation Rally ging uit van kolonel Gamal Abdel Nasser, een opkomend politicus en Vicevoorzitter van de Revolutionaire Commandoraad. Nasser werd secretaris-generaal van de Rally en aanvankelijk kon hij rekenen op steun van de Moslimbroerderschap, maar zij schaarden zich al snel achter Mohammed Naguib, de voorzitter van de Revolutionaire Commandoraad.
De belangrijkste programmapunten van de Liberation Rally waren: de onvoorwaardelijke terugtrekking van het Verenigd Koninkrijk uit de Suezkanaalzone, zelfbeschikking voor Soedan, neutraliteit en vreedzame co-existentie, panarabisme, de instelling van een verzorgingsstaat, een grondwet die burgerrechten garandeert en het onderschrijven van de doelstellingen van de Verenigde Naties. In het conflict tussen president Mohammed Naguib en diens vicepremier Gamal Abdel Nasser steunde de Liberation Rally Nasser. In de periode 1953 - 1954 organiseerde de Liberation Rally een aantal massabijeenkomsten, meestal van anti-imperialistische aard (tegen de Britse invloed). Toetreden tot de Liberation Rally was heel informeel; men behoefte slechts een eed af te leggen.
In november 1954 werd president Naguib, die gesteund werd door de Moslimbroederschap, door Nasser ten val gebracht en nam hijzelf het presidentschap van Egypte op zich. Nadien leidde de Liberation Rally een kwijnend bestaan. Hoewel de Rally na 1954 geen activiteiten meer ontplooide, werd zij toch pas in 1956, met het aannemen van de nieuwe grondwet, formeel ontbonden en op den duur vervangen door de Nationale Unie.

## Verwijzingen
1. ↑  Geen activiteiten meer na 1954.
2. ↑  Red. Winkler Prins: Winkler Prins 1954 Boek van het Jaar, W.P. Stichting A'dam / Brussel 1954, p. 218
3. ↑  A. Goldschmidt, R. Johnston: Historical Dictionary of Egypt, Scarecrow Press Lanham, Maryland and Oxford 20033, p. 237
4. ↑  W.P. 1954:218
5. ↑  Ibidem
6. ↑  W.P. 1954:219
7. ↑  Ali Ed-Dean Hillal Dessouk: The Party as a Mass Political Organization in Egypt, 1952-1967 (diss.), McGill University Montreal 1968, pp. 77-80
8. ↑  Goldschmidt, Johnstond 2003:238